# Legionella
A Legionella génusz gram-negatív baktériumok egy patogén csoportja, ami tartalmazza a L. pneumophila fajt is, ami a legionellosist (minden olyan betegség, amit Legionella okoz) okozza, többek között a Legionáriusbetegség nevű pneumonia-típusú betegséget is, és egy Pontiac-láz nevű, enyhén influenza jellegű betegséget is.
A Legionellát ezüst festékkel, vagy ciszteintartalmú táptalajon (mint pl. BCYE) történő tenyésztéssel lehet láthatóvá tenni. Közönségesen előfordul számos környezetben, talajközösségekben és vízi rendszerekben is. Legalább 50 faját és 70 szerocsoportját különítették már el. Maga a baktérium azonban általában nem terjed emberről emberre, továbbá a baktériumnak kitett emberek többsége nem betegedik meg.
A sejtfal oldalsó láncai hordozzák az ezen organizmusok antigén specificitásáért felelős bázisokat. Ezeknek a láncoknak a kémiai felépítése határozza meg a szomatikus vagy O-antigén determinánst, tekintettel a különböző cukroknak mind a komponenseire, mind a rendeződésére, ami fontos alapja számos Gram-negatív baktérium szerológiai osztályozásának.
A Legionella nevét egy járvány után kapta, amelynek során egy akkor még „titokzatos betegség” 221 főt betegített meg, 34 halálesetet okozva. A járványt először az Amerikai Légiós (az Amerikai Egyesült Államok háborús veteránjainak egy csoportja) találkozón megjelent személyek között észleltek. A találkozó helyszíne Philadelphia volt, és 1976. július 21. és 24. között tartották az Amerikai Egyesült Államok 200 éves fennállásának ünnepléséül szolgáló eseménysorozat részeként. A háborús veteránok közt kitört járvány, ami ugyanabban a városban tört ki, ahol pár napra rá a Függetlenségi Nyilatkozat aláírásának 200. évfordulóját ünnepelték, rendkívül széleskörű publicitást nyert, és jelentős aggodalmakat okozott az Egyesült Államokban.
1977. január 18-án írták le a korábban ismeretlen kórokozót, amit el is neveztek Legionellának. A teljes részletekért ld. Legionáriusbetegség.

## Észlelés
A Legionellát hagyományosan BCYE agaron szoktak tenyészteni annak kimutatásához. A Legionellának növekedéséhez szüksége van ciszteinre és vasra, ezért a telepképző sejtek számlálására laboratóriumi analitikában általánosan használt közönséges véres agar telepek, vagy a helyszíni „dipslide” módszer nem alkalmas a kimutatására. A Legionella vízből való kimutatásához használt közönséges módszerek során a baktériumokat bekoncentrálják (centrifugálással és/vagy 0,2 µm-es szűrőn át történő filtrálással), majd ráoltják azokat a széntartalmú élesztős agarra, amely antibiotikumokat (pl. glycin, vancomycin, polymixin, cyclohexamide, GVPC) tartalmaz, hogy az egyéb flórát elnyomja. Hő- vagy sav-kezelést is alkalmaznak a mintában található egyéb mikrobák interferenciájának csökkentéséhez.
A legfeljebb 10 napig tartó inkubálás után azokat a telepeket azonosítják Legionellaként, amelyek BCYE talajon növekedtek, de cisztein-mentes talajon nem. Ezután általában gyakran immunológiai technikákat alkalmaznak, hogy meghatározzák a mintában jelenlévő baktériumok faját és/vagy szerotípusát.
Habár a legtöbb Legionella-faj tenyésztési metódusa elég specifikus, számos tanulmány azt mutatta ki, hogy a co-culture („együttes tenyésztés”) módszer, ami figyelembe veszi az amőbákkal való erőteljes kapcsolatokat is, talán érzékenyebb, mert érzékelhető vele a baktériumok jelenléte még akkor is, amikor azok rejtve vannak az amőbán belül. Mindazonáltal a jelenlegi laboratóriumi módszerek pontatlansága miatt a baktériumok klinikai és környezeti előfordulásának igazi mértéke valószínűleg nagyobb, mint a becsült értékek.
Számos kórház alkalmazza a Legionella vizelet antigén tesztet a korai észleléshez, amikor Legionella okozta tüdőgyulladás gyanúja merül fel. A teszt előnyei közé tartozik az is, hogy az eredmények órákon belül rendelkezésre állnak, míg a tenyésztéshez 5 nap szükséges, valamint előnye az is, hogy vizeletmintához általában könnyebb hozzáférni, mint köpethez. Hátrányai, hogy a vizelet antigén teszt mindössze az 1-es szerotípusú Legionella pneumophila (LP1) antigéneket mutatja ki; más Legionella fajba, vagy szerotípusba tartozó Legionellákat csak tenyésztéssel lehet kimutatni, és amennyiben nem sikerül Legionella izolátumot beszerezni a Legionárius-betegség okozta járványok közegészségügyi kivizsgálása akadályokba ütközik.
A Legionella vizből való gyors kimutatását célzó újonnan megjelenő technikák alkalmazzák a polimeráz-láncreakció (PCR) és az „immunoassay” technikákat is. Ezek a technológiák tipikusan sokkal gyorsabban szolgáltatnak eredményeket.
Az Egyesült Államok kormányzati közegészségügyi megfigyelései szerint egyre nagyobb arányban fordul elő ivóvízzel kapcsolatos járványkitörés, különösen egészségügyi ellátás során.

## Pathogenezis

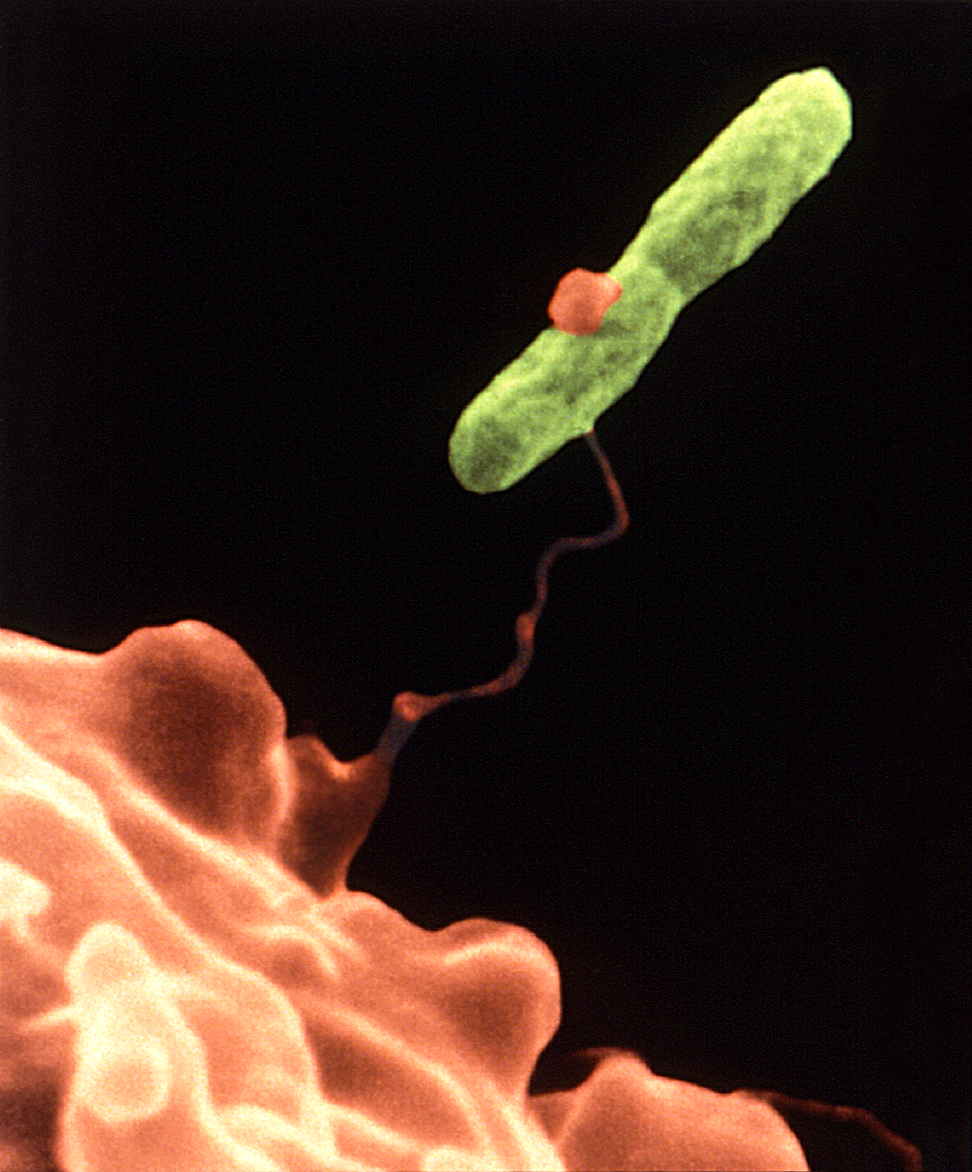
Egy Vermamoeba vermiformis amőba (narancssárga) által elkapott Legionella pneumophila baktérium (zöld)

Természetes körülmények között a Legionella amőbákon belül él. Ilyen fajok az Acanthamoeba spp., a Neagleria spp. csoportok képviselői és a Tetrahymena pyriformis, valamint a Vermamoeba vermiformis fajok.
Belégzésük után a baktériumok az alveoláris makrofágokat fertőzhetik meg, arra kényszerítve ezzel az egészséges gazdasejtet, hogy egy olyan niche-t hozzon létre, amiben a baktérium képes a szaporodásra. Ez a Legionáriusbetegség és annak enyhébb formája, a Pontiac-láz kialakulásához vezethet. A Legionella terjedése a szennyezett forrásból (pl. kontaminált hűtőtornyok) származó vízcseppek belélegzésével történik. Ritkábban terjedhet szennyezett forrásból származó ivóvízzel is. Emberről emberre történő fertőzése nem jellemző, bár nagyon ritkán előfordulhat.
A gazdasejtbe jutás után az inkubáció akár két hétig is tarthat. A korai tünetek nátha-szerűek és közéjük tartozik a láz, hidegrázás és a száraz köhögés is. A betegség előrehaladott stádiumaiban problémák jelentkezhetnek az emésztőrendszerben és az idegrendszerben is, amik hasmenéshez és rosszulléthez vezethetnek. Előrehaladottabb pneumoniára jellemző tünetek is jelentkezhetnek. A betegség tipikusan nem különösen veszélyes az egészséges emberekre nézve, a legyengült immunrendszerű és/vagy idősebb korosztályokban azonban ártalmas tünetek kialakulásához vezethet. Következésképpen rendszeres, aktív ellenőrzése szükséges a kórházakban és a szociális otthonokban. A Texasi Állami Egészségügyi Hivatal ajánlásokat biztosít a kórházak számára a Legionella okozta kórházi megbetegedések elterjedésének megelőzésére és felismerésére. Az Infekciókontroll és Kórházi Járványtan szerint a kórházban szerzett Legionella pneumophila 28%-os halálozási rátával rendelkezik, és a vízhálózat a fertőzés forrása.
A természetben a Legionella fajok kis koncentrációban fordulnak elő a talajvízben, tavakban és folyóvizekben. Ember alkotta eszközökbe jutása után, amennyiben rendelkezésre állnak számára megfelelő körülmények, képes szaporodni. Az Egyesült Államokban évente 8-18 ezer embert érint a megbetegedés.

### ALegionellaforrásai
Dokumentált források közé tartoznak a hűtőtornyok, úszómedencék (különösen a skandináv országokban), vízvezetékrendszerek és zuhanyok, jégkészítő gépek, hűtőkamrák, pezsgőfürdők, melegvízű források, termálvizek, fogászati eszközök, talajvizek, ablakmosó folyadékok és ipari hűtőfolyadékok is.

### Terjedés légi úton hűtőtornyokból
A legionellosis járványkitörések leggyakoribb forrásai a hűtőtornyok (légkondicionáláshoz és ipari hűtővizes rendszerekhez használt hőelvonó eszközök), főleg a nagyfokú terjesztőképességük miatt. Számos kormányzati és ipari kereskedelmi szervezet valamint hűtőtorony-gyártó cég rendelkezik a Legionella hűtőtornyokon belüli növekedésének és megtelepedésének gátlását és annak ellenőrzését célzó irányelvekkel és eljárásokkal.
A Journal of Infectious Diseases (2006) egyik cikke bizonyítékokkal szolgál arra, hogy a Legionárius-betegség akár 6 km-re is eljuthat annak forrásától a megfelelő szállító közegen keresztül. Korábban sokkal korlátozottabbnak hitték a baktérium lehetséges terjedésének határait. Francia kutatók egy csoportja részletesen tanulmányozott egy, az észak-franciaországi Pas-de-Calais-ban 2003 és 2004 között kitörő, legionellosis járványt. A járvány okozta 86 megerősített megbetegedésből 18 halállal végződött. A járvány forrásaként egy petrolkémiai telep hűtőtornyát azonosították és a megfertőzött emberek átvizsgálása után kiderült, hogy voltak köztük olyanok is, akik 6–7 km-re éltek a hűtőtoronytól.

### Vakcina-kutatás
A legionellosis ellen jelenleg nincs oltás és az antibiotikus prevenció kevéssé eredményes. Folytak már kutatások hővel, vagy acetonnal elölt sejtekkel, valamint próbálkoztak már tengerimalacok testüregi, vagy aeroszolos fertőzésével is. Mindkét vakcina mérsékelten magas védelmet biztosított. A védelem dózis-függő volt és korrelált az antigén szintekkel, amiket egy külső membrán antigén enzimhez kötött immunoszorbens assay-ével és a hővel elölt sejtek immunfluoreszcensziájával mértek.

## Molekuláris biológia
A Legionella egy genetikailag változatos faj, a génjei 7-11%-a törzs-specifikus. A Legionella néhány virulencia-faktorának fedezték már fel a molekuláris funkcióját.

## ALegionellamegfékezése
A Legionella növekedésének szabályozása vegyszerekkel és hőszabályozással történhet. A kettő közül a hőszabályozás a drágább – pl. a hidegvíz 25 °C (78 °F) alatt és a melegvíz 51 °C (124 °F) fölött tartása. A magas ár a már létező rendszerek nagymértékű átalakításából, valamint a magas energiaszükségletből fakad, ami a víz hűtéséhez és fűtéséhez, valamint a hőmérséklet folyamatos szinten tartásához szükséges a rendszer forrástól távolabb eső részeiben.
Az Egészségügyi Világszervezet (WHO) altal kiadott Legionella and the prevention of legionellosis (2007) alapján a Legionellát az alábbi módon befolyásolja a hőmérséklet:
- 70 °C fölött - a Legionella azonnal elpusztul
- 60 °C-on - 90%-a elpusztul 2 percen belül
- 50 °C-on - 90%-a elpusztul 80-124 perc alatt, törzstől függően
- 48-tól 50 °C-ig - életben maradhat, de nem szaporodik
- 32-től 42 °C-ig - ideális gyarapodási terjedelem
- 25-től 45 °C-ig - gyarapodik
- 20 °C alatt - életben maradhat meg fagyáspont alatt is, de alvó állapotban marad

Egyéb források eltérő véleménnyel vannak a hőmérsékleti terjedelmekről:
- 60-tól 70 °C-ig - Fertőtlenítési terjedelem
- 66 °C - a Legionella 2 percen belül elpusztul
- 60 °C - a Legionella 32 percen belül elpusztul
- 55 °C - a Legionella 5-6 órán belül elpusztul

### Klór
A klóros kezelés egy igen hatékony vegyszeres módszer. Egyes enyhébben fertőzött melegvizes rendszerekben akár 0.5 ppm koncentráció mellett is hatékony eredményeket ér el. Súlyosabb Legionella problémákkal küzdő rendszerekben esetleg hatásos lehet az ideiglenes klórsokkolás, ekkor a klór koncentrációját 24 órán át, vagy tovább 2 ppm fölé emelik, aztán visszacsökkentik 0.5 ppm-re. Szintén alkalmazható a túlklórozás, melynek során a rendszerben, annak üzemen kívül helyezése után, a klórszintet 50 ppm-ig, vagy afölé emelik annak minden pontján, legalább 24 óráig. Ezután a rendszert átmossák és visszaállítják a klórkoncentrációt 0.5 ppm-re, mielőtt újra üzembe helyeznék. A klór ilyen magas koncentráción áthatol a biofilm rétegen, megölve ezzel a Legionella baktériumokat és a gazdasejteket is. Az évi egy túlklórozás hatékony részét képezheti a teljeskörű Legionella megelőzési módszereknek.

### Réz-ezüst (CuAg) ionizáció
Az ipari méretű réz-ezüst ionizációt mind a United States Environmental Protection Agency (az Amerikai Egyesült Államok környezetvédelmi ügynöksége, EPA), mind a WHO elismeri a Legionella prevenció és kontroll eszközeként. A Legionella szabályozása érdekében a réz és ezüst ionok koncentrációját optimális szinten kell tartani, figyelembe véve a vízfolyást és a teljes vízhasználatot is. A létesítmény teljes egészére kiható fertőtlenítés 34-45 napot vesz igénybe. 
Minden CuAg fertőtlenítést alkalmazó létesítményben és ivóvíz-szolgáltató rendszerben szükséges a réz és ezüst ionok koncentrációjának monitorozása, hogy azok a megfelelő szinten maradjanak. Az EU-ban és egyéb régiókban jelenleg az ezüsttel kapcsolatos szabályozás nem teszi lehetővé e technológia használatát.
A CuAg ionizáció alkalmas a Legionella visszaszorítására bármilyen egészségügyi intézményben, szociális otthonban és nagyobb épületekben megtalálható ivóvizes rendszerben. Hűtőtornyokban nem alkalmazzak a 8,6-nál magasabb pH-szintek miatt, ami a réz 
ionok kicsapódásához vezet. Az ionizációt erősen támogató kutatók egy csoportja 2003-ban megalkotott egy validálási procedúrát, ami alátámasztja az ionizációval végzett kutatásaikat.
Az ionizáció az első kórházi fertőtlenítési módszer, ami eleget tesz egy 4-lépcsős értékbecslési rendszernek; már több mint 100 kórházban alkalmazzák. Számos egyéb kutatás is alátámasztja az ionizáció felsőbbrendűségét a hővel történő fertőtlenítéssel szemben.

### Klór-dioxid (ClO2)
A klór-dioxid 1945 óta elfogadott az Egyesült Államokban mint az elsődleges ivóvíz-fertőtlenítőszer. A klór-dioxidnak nincsenek karcinogén melléktermékei a klórral ellentétben. Utóbbi, amikor szerves savakat tartalmazó ivóvíz fertőtlenítésére használják, halogénezett melléktermékeket hoz létre, pl. trihalogénmetánokat (THM). Az ezeket tartalmazó ivóvíz bizonyítottan növeli a rák kialakulásának esélyét. A ClO² máshogy működik, mint a klór; tisztán oxidál, nem pedig halogenizál, így ilyen melléktermékek nem keletkezhetnek a használatakor. A klór-dioxid nem egy korlátozott felhasználhatóságú nehézfém, mint pl. a réz. Kiválóan szabályozható vele a Legionella mind hideg, mind melegvizes rendszerekben, és a biocid képességét nem befolyásolja a pH, vagy bármilyen korróziós inhibitorokat (mint pl. a szilícium-dioxid és a foszfátok) tartalmazó víz sem. Alternatívája lehet a klóramin. Ugyanúgy, mint a klór, vagy a klór-dioxid a klóramin használata is engedélyezett az EPA által az ivóvizes rendszerek fertőtlenítésére. Első alkalmazása során a rendszer kitisztítása érdekében 6 órán keresztül kell 2 ppm koncentráción a rendszerben tartani a klór-dioxidot. Ez nem távolítja el a teljes biofilm-réteget, de hatékonyan eltávolítja a Legionellát.

### Sterilizálás nedves hővel
A nedves hővel történő sterilizálás (60 °C-os túlfűtés, majd öblítés) egy nem vegyszeres kezelés, amit átlagosan 3-5 hetente kell megismételni.

### Európai szabályozás
Számos európai ország együttműködésével jött létre a European Working Group for Legionella Infections (EWGLI) (a Legionella-fertőzésekkel foglalkozó európai munkacsoport). Ennek célja, hogy megosszák egymással a potenciális Legionella források monitorozásának ismeretét és tapasztalatait. Az EWGLI irányelveket is publikált már, aminek fő célja a Legionella telepképző egységeinek (TKE) literenkénti korlátozása:
| 'Legionella baktérium TKE/liter | Szükséges beavatkozás (minimum 35 minta/intézmény szükséges, beleértve minimum 20 vízmintát és 10 kenetet) |
| ------------------------------- | --- |
| 1000 vagy kevesebb              | A rendszer megfelelően van üzemeltetve, nem szükséges beavatkozás |
| 1000 és 10 000 között           | A működés áttekintése: A számokat azonnal ellenőrizni kell ismételt mintavételezéssel. Amennyiben a számok változatlanok, a szabályozó és kockázatértékelési procedúrákat ellenőrzésnek kell alávetni és meg kell határozni a szükséges lépéseket. |
| több mint 10 000                | Azonnali beavatkozás: Azonnali újbóli mintavételezés a rendszerből. Ezután kezdeti megelőzésként a megfelelő biociddal kell kezelni a rendszert. A szabályozó és kockázatértékelési procedúrákat ellenőrzésnek kell alávetni és meg kell határozni a szükséges lépéseket. (150 feletti TKE/ml koncentráció esetén egészségügyi intézményekben és szociális otthonokban azonnali beavatkozás szükséges) |

Az Egyesült Királyságban ajánlásokat alkottak a monitoring-tevékenységre. Ezek nem kötelezőek, de sokan tekintik annak. A munkáltatóknak és létesítmény-tulajdonosoknak követniük kell az iránymutatásokat, vagy azoknak megfelelő eredményt kell elérniük. Büntethetőek, ha nem tudják bemutatni a monitoring nyilvántartásukat. Büntetőeljárást indítottak például a Nalco és a Bulmers cégek ellen, mivel egy járványkitörés vizsgálata során nem tudtak bemutatni érvényben lévő kockázatkezelési protokollt, így mindkét céget 300 000 GBP (kb. 100 millió Ft) pénzbüntetéssel sújtottak.
Az Egyesült Királyság munkáltatóinak és a létesítményekért felelősöknek Legionella kockázatértékelést kell végezniük. A kockázatértékelés lehet nagyon egyszerű alacsony kockázatú létesítmények esetén, de nagyobb méretű vagy magasabb kockázatú ingatlanoknál tartalmazhat leírást a helyszínről, leltárat, egyszerűsített rajzokat a rendszerekről, ajánlásokat és javaslatokat a monitoring-tevékenységre.
A brit ajánlások szerint a kockázatbecslést kétévente kell felülvizsgálni, illetve ha gyanítható, hogy már nem tekinthető érvényesnek. Például ha a vízhálózatban módosításokat végeztek, vagy ha a hálózat felhasználása megváltozott, vagy ha bármilyen egyéb ok miatt már nem működik a Legionella kockázatkezelés.

### Magyar szabályozás
A 2015. november 6-án megjelent Magyar Közlönyben hirdették ki a 49/2015 EMMI rendeletet, amely a Legionella által okozott fertőzési kockázatot jelentő közegekre, illetve létesítményekre vonatkozó közegészségügyi előírásokról szól. A rendelet alapján minden olyan közforgalmú létesítményben fel kell mérni a Legionella-fertőződési kockázatot, ahol 20–50 °C hőmérsékletű víz és az azt tartalmazó olyan berendezések vagy rendszerek találhatóak meg, amelyek használata, működése, bemutatása vagy karbantartása során aeroszol képződés lehetséges.
A rendelet megállapít fokozott Legionella-fertőzési kockázatot jelentő létesítményeket. Ebbe a kategóriába tartoznak azok az egészségügyi intézmények, kereskedelmi szálláshelyek, nedves hűtőtornyok és közfürdők, ahol Legionella-expozíció szempontjából kockázatot jelentő közegek találhatóak meg. A rendelet külön kiemeli a közfürdők kapcsán kockázati közegként a pezsgőmedencéket, élménymedencéket és hidroterápiás kezelőket.
A rendelet 2016. február 5-én lépett hatályba, ettől a naptól számítva egy év türelmi időszakot jelöltek ki, ez idő alatt a népegészségügyi feladatkörben eljáró járási (fővárosi kerületi) hivatal nem szabhatott ki egészségügyi bírságot a rendeletben előírtak megsértése esetén. A jogszabály betartásáért a létesítmények üzemeltetői, azok hiányában a tulajdonosai felelősek.
A rendelet kitér a kockázatbecslés folyamatára, a monitoringra és a kockázatkezelésre, és külön figyelmet szentel a nedves hűtőtornyoknak. Mellékletei tartalmazzák a kockázatbecslési dokumentáció kötelező tartalmi elemeit, és a kockázati közegek kockázatkezelését különböző kockázati szintek esetében.

## Fegyverkezés
A Legionella fegyverként történő alkalmazására történtek már próbálkozások. A Legionella pneumophila genetikai módosításával a fertőzött állatok halálozási rátája akár 100%-ra is növelhető. Szergej Popov volt szovjet biomérnök, 2000-ben kijelentette, hogy csapata genetikai módszerekkel felerősített biofegyverekkel kísérletezett, többek között Legionellával is. Popov a Vektor Intézet vezető kutatójaként dolgozott 1976-tól 1986-ig, amikor is nyugatra szökött. Később közzétette a szovjet biofegyverkezési program számos részletét és az USA-ban telepedett le.

## Fordítás
- Ez a szócikk részben vagy egészben  a   Legionella című angol Wikipédia-szócikk ezen változatának fordításán alapul.  Az eredeti cikk szerkesztőit annak laptörténete sorolja fel. Ez a jelzés csupán a megfogalmazás eredetét és a szerzői jogokat jelzi, nem szolgál a cikkben szereplő információk forrásmegjelöléseként.